# Jesús Molina
Jesús Antonio Molina Granados (ur. 29 marca 1988 w Hermosillo) – meksykański piłkarz występujący na pozycji defensywnego pomocnika, reprezentant Meksyku.

## Kariera klubowa
Molina pochodzi z miasta Hermosillo w stanie Sonora i jest wychowankiem tamtejszego czwartoligowego zespołu Búhos de Hermosillo. W jego barwach w jesiennym sezonie Apertura 2006 wygrał rozgrywki Tercera División, a po kilku miesiącach dzięki udanym występom przeniósł się do występującego w najwyższej klasie rozgrywkowej klubu Tigres UANL z siedzibą w Monterrey. W meksykańskiej Primera División zadebiutował za kadencji szkoleniowca Américo Gallego, 24 sierpnia 2007 w przegranym 1:2 spotkaniu z Veracruz, głównie dzięki wprowadzonemu przez władze ligi przepisu o określonej liczbie minut rozegranych przez młodzieżowców. Początkowo występował na pozycji stopera, a w umocnieniu pozycji w wyjściowym składzie pomogły mu częste kontuzje podstawowego środkowego obrońcy zespołu – Fernando Ortiza. Już po upływie roku został kluczowym punktem formacji obronnej, premierowego gola w najwyższej klasie rozgrywkowej zdobywając 9 maja 2009 w zremisowanej 1:1 konfrontacji z Morelią. W tym samym roku triumfował również w rozgrywkach SuperLigi, zaś ogółem w Tigres grał przez cztery lata.
Latem 2011 Molina za sumę trzech milionów dolarów przeszedł do krajowego giganta – ekipy Club América ze stołecznego miasta Meksyk. Tam od razu został podstawowym piłkarzem i w wiosennym sezonie Clausura 2013 wywalczył z drużyną prowadzoną przez Miguela Herrerę swój pierwszy tytuł mistrza Meksyku, będąc czołowym defensywnym pomocnikiem ligi. Pół roku później – podczas jesiennych rozgrywek Apertura 2013 – zdobył natomiast wicemistrzostwo kraju, zaś podczas rozgrywek Apertura 2014 po raz kolejny zanotował tytuł mistrza Meksyku. Łącznie barwy Amériki reprezentował z udanym skutkiem przez niemal cztery lata, po czym odszedł do zespołu Santos Laguna z miasta Torreón w ramach rozliczenia za transfer Carlosa Darwina Quintero. Tam już w pierwszym sezonie Clausura 2015 – mając zapewnione miejsce w środku pola – zdobył trzecie w swojej karierze mistrzostwo Meksyku. W tym samym roku wywalczył również z zespołem Pedro Caixinhi krajowy superpuchar – Campeón de Campeones.
Wiosną 2017 Molina został ściągnięty przez Antonio Mohameda – swojego byłego trenera z Amériki – do prowadzonej przez niego drużyny CF Monterrey. W ramach transakcji wiązanej w odwrotną stronę powędrował Jonathan Orozco.

## Kariera reprezentacyjna
W seniorskiej reprezentacji Meksyku Molina zadebiutował za kadencji selekcjonera Javiera Aguirre, 17 marca 2010 w wygranym 2:1 meczu towarzyskim z Koreą Północną. Trzy lata później został powołany przez José Manuela de la Torre na Puchar Konfederacji, gdzie pozostawał rezerwowym drużyny i ani razu nie pojawił się na boisku, natomiast Meksykanie zakończyli swój udział w tym turnieju już w fazie grupowej. W późniejszym czasie wziął udział w udanych ostatecznie dla jego kadry eliminacjach do Mistrzostw Świata 2014, jednak rozegrał podczas nich tylko jeden mecz i nie znalazł się w kadrze na mundial. W czerwcu 2016 znalazł się w ogłoszonym przez Juana Carlosa Osorio składzie na jubileuszową edycję turnieju Copa América. Tam zagrał w dwóch z czterech spotkań (z czego w jednym w pierwszym składzie), odpadając wraz z kadrą w ćwierćfinale po upokarzającej porażce z późniejszym triumfatorem – Chile (0:7).

## Statystyki kariery

### Klubowe
| UANL          | 2007–2008 | Meksyk | Liga MX | 9   | 0  | —  | — | —        | —  | — | 9   | 0  |
| UANL          | 2008–2009 | Meksyk | Liga MX | 31  | 1  | 3  | 0 | —        | —  | — | 34  | 1  |
| UANL          | 2009–2010 | Meksyk | Liga MX | 30  | 7  | 2  | 0 | SL       | 4  | 0 | 36  | 7  |
| UANL          | 2010–2011 | Meksyk | Liga MX | 28  | 2  | —  | — | —        | —  | — | 28  | 2  |
| Club América  | 2011–2012 | Meksyk | Liga MX | 36  | 2  | —  | — | —        | —  | — | 36  | 2  |
| Club América  | 2012–2013 | Meksyk | Liga MX | 40  | 3  | 3  | 0 | —        | —  | — | 43  | 3  |
| Club América  | 2013–2014 | Meksyk | Liga MX | 30  | 1  | —  | — | LMC      | 3  | 0 | 33  | 1  |
| Club América  | 2014–2015 | Meksyk | Liga MX | 20  | 0  | —  | — | LMC      | 2  | 0 | 22  | 0  |
| Santos Laguna | 2014–2015 | Meksyk | Liga MX | 21  | 2  | 2  | 0 | —        | —  | — | 23  | 2  |
| Santos Laguna | 2015–2016 | Meksyk | Liga MX | 34  | 1  | —  | — | LMC      | 8  | 0 | 42  | 1  |
| Santos Laguna | 2016–2017 | Meksyk | Liga MX | 17  | 1  | 2  | 0 | —        | —  | — | 19  | 1  |
| Monterrey     | 2016–2017 | Meksyk | Liga MX | 0   | 0  | —  | — | —        | —  | — | 0   | 0  |
| Ogółem        | Ogółem    | Ogółem | Ogółem  | 296 | 20 | 12 | 0 | SL + LMC | 17 | 0 | 325 | 20 |

- SL – SuperLiga
- LMC – Liga Mistrzów CONCACAF

### Reprezentacyjne
| Meksyk | Meksyk | 2010   | 1  | 0 | — | — | —  | — | — | 1  | 0 |
| Meksyk | Meksyk | 2011   | 2  | 0 | — | — | —  | — | — | 2  | 0 |
| Meksyk | Meksyk | 2012   | 2  | 0 | — | — | —  | — | — | 2  | 0 |
| Meksyk | Meksyk | 2013   | 2  | 0 | 1 | 0 | —  | — | — | 3  | 0 |
| Meksyk | Meksyk | 2014   | —  | — | — | — | —  | — | — | 0  | 0 |
| Meksyk | Meksyk | 2015   | —  | — | — | — | —  | — | — | 0  | 0 |
| Meksyk | Meksyk | 2016   | 5  | 0 | 3 | 0 | CA | 2 | 0 | 10 | 0 |
| Meksyk | Meksyk | 2017   | —  | — | — | — | —  | — | — | 0  | 0 |
| Ogółem | Ogółem | Ogółem | 12 | 0 | 4 | 0 | CA | 2 | 0 | 18 | 0 |

- CA – Copa América